# Клуб рассерженных патриотов
Клуб рассерженных патриотов (КРП) — русская националистическая организация, основанная российским оппозиционером Игорем Стрелковым (Гиркиным) весной 2023 года. Члены организации поддерживают вторжение России на Украину, но критикуют политику российских властей.

## Предыстория
С 2014 года Игорь Стрелков возглавлял общественное движение «Новороссия», занимающееся гуманитарной помощью и поставками амуниции и обмундирования для военнослужащих ДНР, а также помощью пострадавшим от действий сепаратистских властей.
В 2015 году Игорь Стрелков являлся одним из инициатором создания «Комитета 25 января», куда также вошли представители «Другой России», националистические деятели и блогеры патриотической направленности. Позже организация была преобразована в «Общерусское национальное движение», к октябрю 2016 года была создана декларация, дорабатывались устав и дополнения по социально-экономической политике.

### Термин
Выражение «рассерженный патриот» относится к людям, которые активно поддерживают российское вторжение на Украину, но недовольны его ходом. Оно появилось ещё до основания КРП, причём тогда его относили как к людям вроде Игоря Стрелкова, критикующим лично Владимира Путина, так и к людям вроде Евгения Пригожина, воздерживающимся от его критики.

## История
Бывший министр обороны самопровозглашённой ДНР Игорь Стрелков объявил о создании Клуба рассерженных патриотов 1 апреля 2023 года. Председателем клуба стал бывший «народный губернатор» ДНР Павел Губарев. Среди других участников были Михаил Аксель, Владимир Грубник, Юрий Евич, Виктор Алкснис, Максим Калашников, Максим Климов, Евгений Михайлов, Владимир Квачков, Роман Донецкий (Лось). Членов КРП объединяет отсутствие каких-либо государственных постов.
12 апреля 2023 года Козельский районный суд Калужской области отказался принимать к рассмотрению административное дело участника КРП, военного хирурга Юрия Евича, которого обвинили в дискредитации российской армии. За него публично вступились полпред президента в Дальневосточном федеральном округе Юрий Трутнев и губернатор Калужской области Владислав Шапша.
12 мая в Москве состоялась первая пресс-конференция.
21 мая открылся филиал в Санкт-Петербурге.
18 июля в отношении члена КРП, бывшего полковника ГРУ Владимира Квачкова было возбуждено уголовное дело по статье о «дискредитации ВС РФ».
21 июля 2023 года был арестован сам Стрелков по обвинению в экстремизме.

## Идеология
КРП выступает в поддержку вторжения России на Украину и критикует российские власти за «полумеры» и неумелое ведение боевых действий. В своём манифесте КРП написал, что в российской власти есть две фракции — поддерживающая войну и желающая мира (для возобновления экономических контактов с Западом), и что КРП опасается государственного переворота со стороны второй. Члены Клуба сравнивали провоенные и антивоенные силы в Кремле с «красными» и «белыми» во время Гражданской войны в России.
На открытии Клуба Павел Губарев заявлял, что в КРП собралась коалиция людей разных взглядов и убеждений, однако всех их объединяет одно — желание победы в войне с Украиной. Он также заявил о готовности КРП участвовать в выборах в России, со словами: «если мы будем к ним допущены — мы выиграем эти выборы. Проиграем на Украине — будет гражданская война. Мы сформируем отряды и будем участвовать в гражданской войне, но не мы её будем развязывать. Мы очень любим свое государство. И мы, конечно, источником такой смуты не станем». Цель КРП, по его словам, состояла в том, чтобы не допустить окончания войны с Украиной для России таким же образом, как это вышло для российского государства с Первой мировой войной. КРП заявлял о своем негативном отношении к российской либеральной оппозиции и её лидерам, таким как Алексей Навальный и Михаил Ходорковский, называя их «коллаборантами». Стрелков подчеркивал, что хотя он и критикует власть, однако его критика не «антигосударственная». Для победы в войне с Украиной Стрелков предлагал мобилизацию экономики и промышленности под лозунгом «Все для фронта, все для победы».
По словам участника Клуба Михаила Акселя, предпосылки для возникновения движения «рассерженных патриотов» возникли в марте 2022 года, когда российская армия отступила из Киевской области, объяснив это «жестом доброй воли». Аксель недоумевал: «Если мы проводим демилитаризацию, как мы можем отступать с каких-то территорий? Если мы проводим денацификацию, почему мы обмениваем „преступников“ с „Азова“? Если собираемся освобождать Украину, как мы можем вести с ними торговлю, заключать так называемые зерновые сделки? Нам все эти вещи непонятны». По его мнению, любые компромиссы или переговоры с Украиной являются неприемлемыми. При этом его возмущало, что Минобороны РФ вместо признания своих ошибок придумывало «нелепые медийные отмазки» вроде «перегруппировки в Харьковской области». Он утверждал, что такие определения вызывают у большинства россиян лишь злость и ощущение, что их «держат за идиотов».

## Отношения с ЧВК «Вагнер»
Стрелков заявлял, что конфликт Минобороны РФ и ЧВК «Вагнер» — это политическая борьба «за жизнь после Путина». При этом он заявлял: «сейчас Путин — это единственная легитимная фигура в Российской Федерации. Его свержение, устранение по болезни будет означать крушение Российской Федерации». Жёсткую критику Пригожиным Минобороны РФ и его угрозы увести вагнеровцев с их позиций в Бахмуте Стрелков в апреле 2023 года называл «серьезной угрозой конституционному строю России». При этом между самим Пригожиным и Стрелковым был личный конфликт.
В июле 2023 года в Клубе рассерженных патриотов возник конфликт из-за отношения к ЧВК «Вагнер». Некоторые соратники по Клубу рассерженных патриотов осудили резкую критику Стрелковым ЧВК «Вагнер». Из-за этого скандала Стрелков даже грозил выйти из КРП.

## Критика
По мнению политолога Аббаса Галлямова, аудитория КРП составляет 1,5—4 %, и организация не имеет под собой социальной базы, поскольку большинство сторонников войны — лоялисты, соглашающиеся с российскими властями, однако российские власти видят в КРП реальную силу, «глас народа». Он спрашивал: «Сколько протестных акций мы видели, когда, условно говоря, „стрелковцы“ были недовольны бегством из-под Харькова, оставлением Лимана, отступлением из Херсона и Киева? Их не было, потому что эта публика „работает“ только с дивана». В апреле 2023 года Галлямов говорил, что властям невыгодно трогать Стрелкова и его сторонников, так это лишь создаст им «рекламу», однако он предполагал возможность сценария, когда под репрессии подпадет и Стрелков в случае провалов российской стороны на фронте и роста протестных настроений у сторонников войны.
Издание Republic пишет, что, по мнению политологов, КРП не станет влиятельным политическим движением, а только будет канализировать протест, и оно не угрожает власти, но станет её врагом.